# Metoligotoma illawarrae
Metoligotoma illawarrae is een insectensoort uit de familie Australembiidae, die tot de orde webspinners (Embioptera) behoort. De soort komt voor in Australië.
Metoligotoma illawarrae is voor het eerst wetenschappelijk beschreven door Davis in 1938.